# Hilarion Alfeyev
Hilarion (nascido: Grigori Valerievich Alfeyev, em russo:  Григорий Валерьевич Алфеев; Moscou, URSS, 24 de julho de 1966) é um teólogo e compositor russo, bispo da Igreja Ortodoxa Russa, Metropolita de Volokolamsk. De 2009 a 2022 atuou como Chefe do Departamento Sinodal de Relações Externas da Igreja. Desde 2022 é o administrador da Diocese húngara do Patriarcado de Moscou, como Metropolita de Budapeste e Hungria, cargo que ocupou anteriormente de maio de 2003 a março de 2009.

## Obra (Teologia)
- Le mystère de la foi. Introduction à la théologie dogmatique orthodoxe (Paris, 2001).
- L’univers spirituel d’Isaac le Syrien (Bellefontaine, 2001).
- Le mystère sacré de l’Eglise. Introduction à l’histoire et à la problématique des débats onomatodoxes (Fribourg, 2007).
- Le Nom grand et glorieux. La vénération du Nom de Dieu et la prière de Jésus dans la tradition orthodoxe (Paris, 2007).
- Le chantre de la lumière. Initiation à la spiritualité de saint Grégoire de Nazianze (Paris, 2007).
- La gloria del Nome. L’opera dello schimonaco Ilarion e la controversia athonita sul Nome di Dio all’inizio dell XX secolo (Bose, 2002).
- La forza dell’amore. L’universo spirituale di sant’Isacco il Syro (Bose, 2003).
- Cristo Vincitore degli inferi (Bose, 2003).
- St Symeon the New Theologian and Orthodox Tradition (Oxford, 2000)
- The Spiritual World of Isaac the Syrian (Kalamazoo, Michigan, 2000)
- The Mystery of Faith. Introduction to the Teaching and Spirituality of the Orthodox Church (London, 2002).
- Orthodox Witness Today (Geneva, 2006).
- Geheimnis des Glaubens. Einführung in die orthodoxe dogmatische Theologie (Freiburg Schweiz, 2003).

## Obra (Música)
- Liturgia para coro misto (2006)
- A Paixão segundo São Mateus para cinco solistas, coro misto e orquestra de cordas (2006)
- Oratório de Natal para três solistas, coro infantil, coro misto e orquestra sinfônica (2007)
- Memento para orquestra sinfônica (2008)